# Samuel Adrianus van Lunteren (architect)
Samuel Adrianus van Lunteren (1813 - 1877) was een Nederlandse architect uit Utrecht.

## Leven
Samuel was de zoon van de tuinarchitect en kweker Hendrik van Lunteren. Hij is vooral bekend door de verbouwingen die hij aan kastelen deed om die moderner en leefbaarder te maken.

## Werken
- Kasteel Moersbergen: Op Moersbergen woonde toentertijd Vincent Matthias baron d'Ablaing. Er werd een noordwestvleugel aangebouwd in neogotische stijl. De secreten werden weggebroken en tegen de westvleugel werd een toilettoren aangebouwd.[1]
- Gunterstein (1849)
- Huis Scherpenzeel (1856-1859)
- Kasteel Nijenrode (1860): Op Nijenrode woonde toen Willem Hendricus de Heus, die verfraaiing liet aanbrengen in neotudorstijl. De hoeken van de noordvleugel kregen arkeltorentjes en er werd een gekanteelde borstwering aangebracht. In plaats van de houten ophaalbruggen kwamen er stenen boogbruggen.[2]
- Beeklust
- Kasteel Lunenburg (1860-1866): Op Lunenburg woonde indertijd de vader van jhr. mr. J. van Swinderen van Rijs. Hij liet een koetshuis bouwen en in de achtergevel kwamen een balkon en enkele grote vensters.[3]
- Kasteel Sandenburg (1861-1865)
- Landgoed Schothorst (1861-1876): ontwerp van de tuinen en het landhuis, inclusief een uitbreiding met koetshuis en oranjerie
- Huis Lauswolt in 1868.
- Wulperhorst: ontwerp van zowel het huis als de tuin.